# Ischnodemus sabuleti
Ischnodemus sabuleti är en insektsart som först beskrevs av Carl Fredrik Fallén 1826.  Ischnodemus sabuleti ingår i släktet Ischnodemus, och familjen fröskinnbaggar. Arten är reproducerande i Sverige.

## Bildgalleri

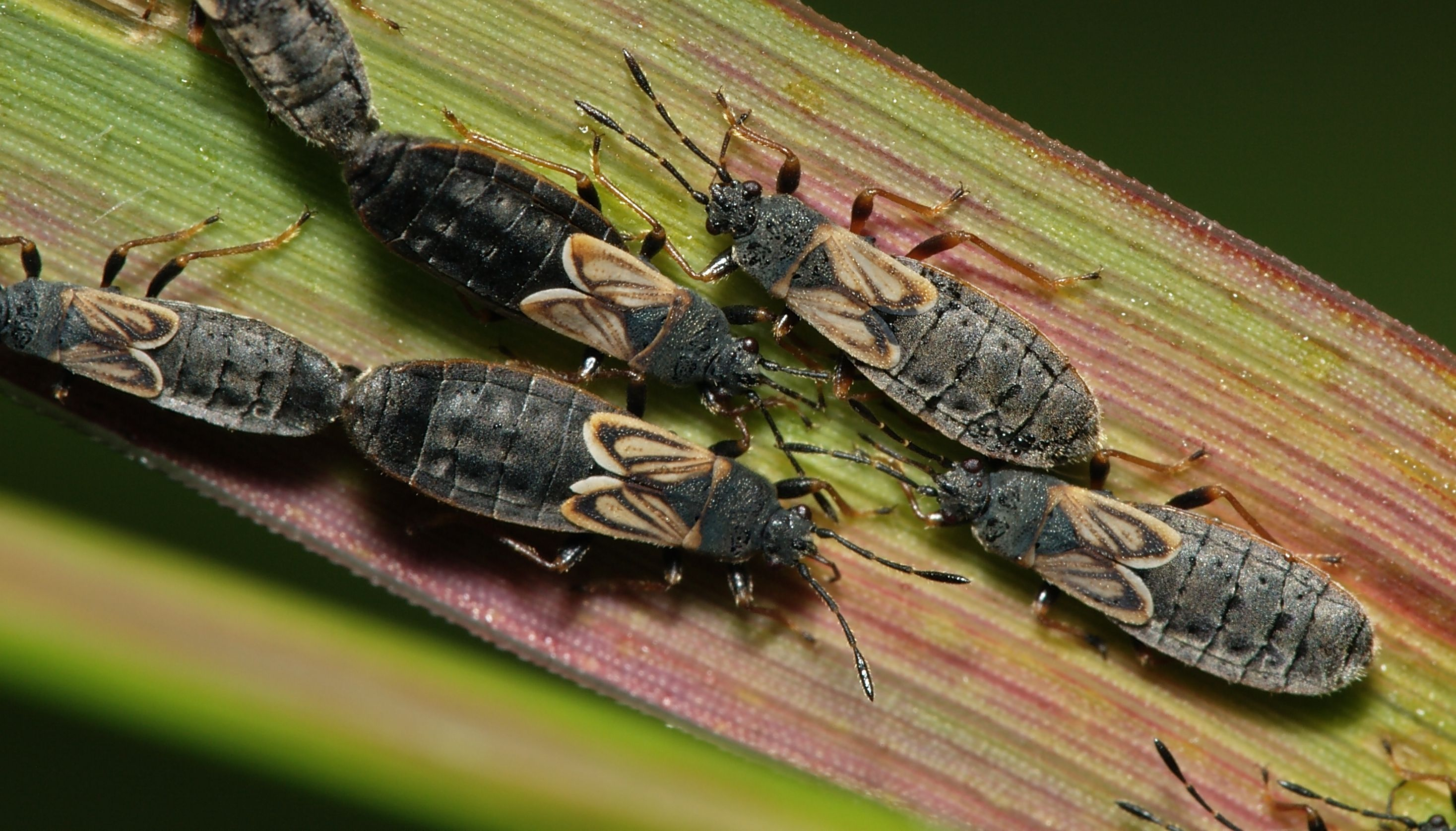
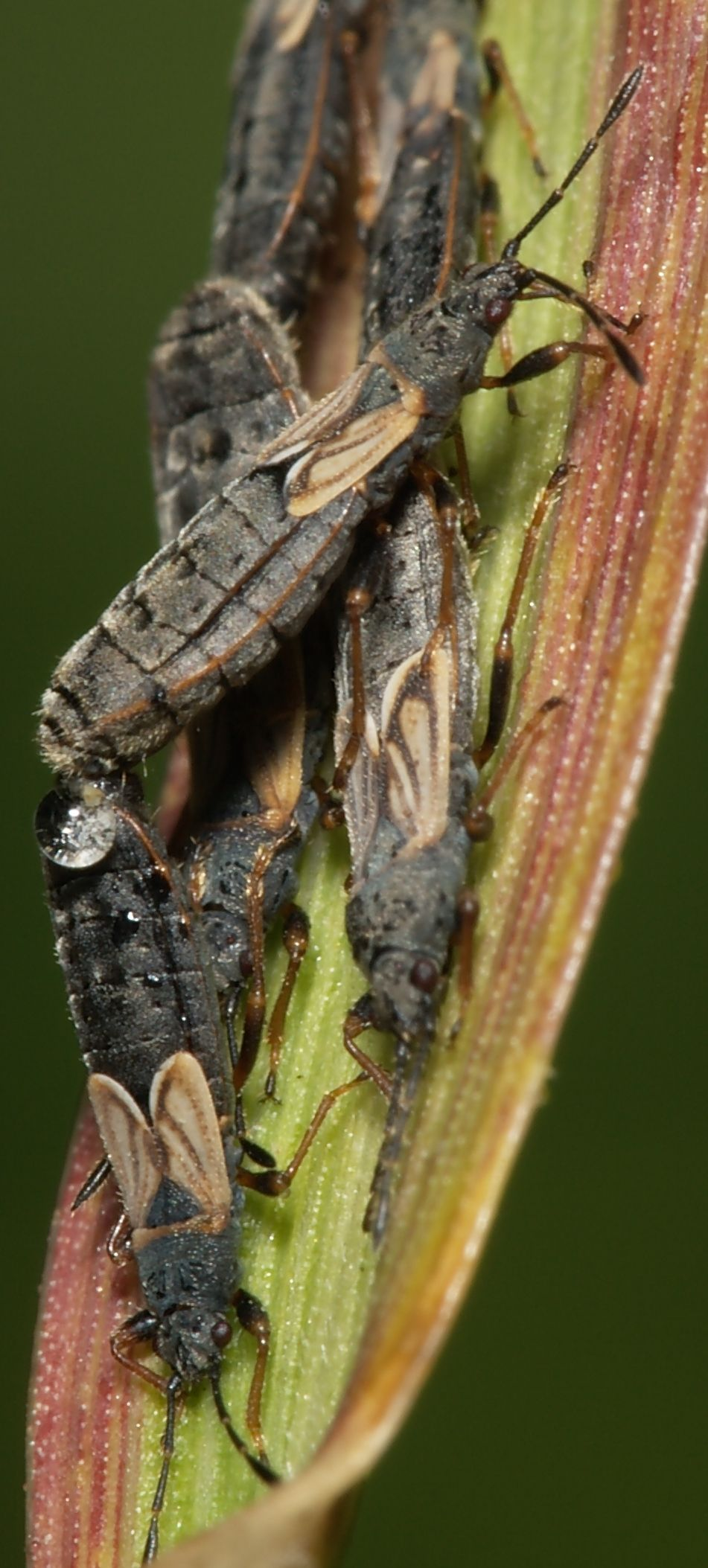
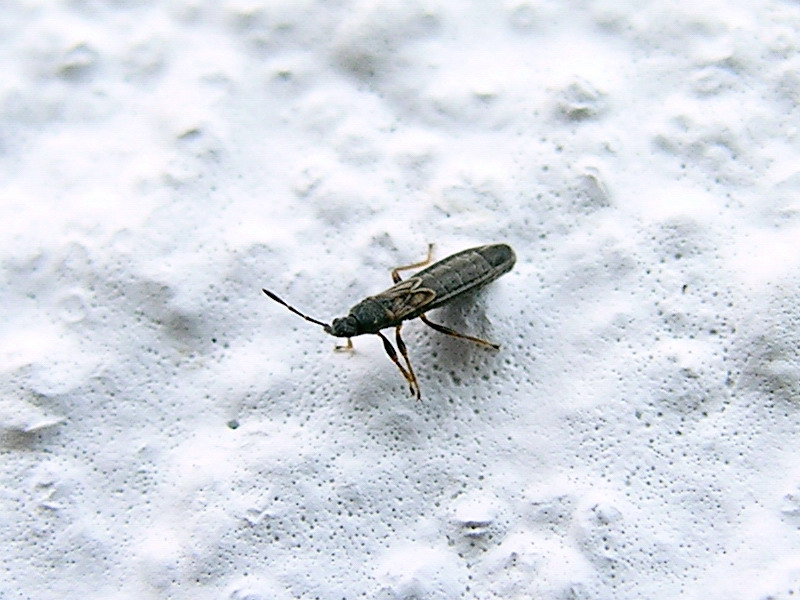
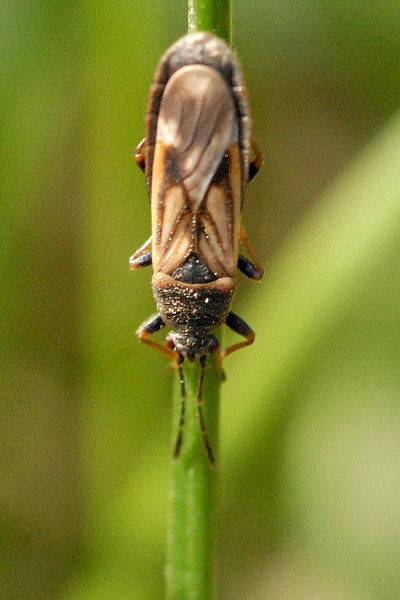